# پاپیچه
پاپیچه (به صربی: Papiće) یک منطقهٔ مسکونی در صربستان است که در سینیتسا واقع شده‌است. پاپیچه ۲۷۶ نفر جمعیت دارد.